# Geri Donnelly
Pour les articles homonymes, voir Donnelly.
Geri Donnelly, née le 30 novembre 1965 à Londres, est une joueuse canadienne de soccer évoluant au poste de milieu de terrain.

## Carrière
Geri Donnelly fait partie du premier groupe convoqué en équipe du Canada féminine en juillet 1986. Elle compte 71 sélections et 9 buts en équipe du Canada entre 1986 et 1999. 
Elle reçoit sa première sélection le 9 juillet 1987, contre la États-Unis (victoire 2-1) ; elle se met de suite en évidence en inscrivant un doublé. Elle participe au Tournoi international féminin de 1988 organisé en Chine où le Canada est quart de finaliste. Elle est ensuite finaliste du championnat féminin de la CONCACAF 1991, troisième du championnat féminin de la CONCACAF 1993, deuxième du Championnat féminin de la CONCACAF 1994 et fait partie du groupe canadien participant à la Coupe du monde 1995 organisée en Suède.
Donnelly remporte ensuite le championnat féminin de la CONCACAF 1998. Elle obtient sa dernière sélection sous le maillot canadien lors de la Coupe du monde 1999 qui se déroule aux États-Unis, le 26 juin 1999, à l'occasion du dernier match de poule contre la Russie (défaite 1-4). 
A titre individuel, elle est nommée joueuse canadienne de l'année en 1996 et en 1999.

## Palmarès
- Vainqueur du championnat féminin de la CONCACAF en 1998 avec l'équipe du Canada
- Élue joueuse canadienne de l'année en 1996 et 1999